# Funiculaire de Stuttgart
Le funiculaire de Stuttgart ((de) Standseilbahn Stuttgart) est un funiculaire urbain, mis en service en 1929.

## Histoire
La mise en service a eu lieu le 30 octobre 1929. À peine un an après, le 23 novembre 1930, est atteint le record de fréquentation avec 6 671 voyageurs en une journée.
En décembre 1999, durant la tempête Lothar, une voiture est touchée par un arbre. Puis entre 2003 et 2004, l'installation est restaurée en tenant compte des enseignements tirés de l'accident du funiculaire de Kaprun du 11 novembre 2000.

Départ, croisement et arrivée
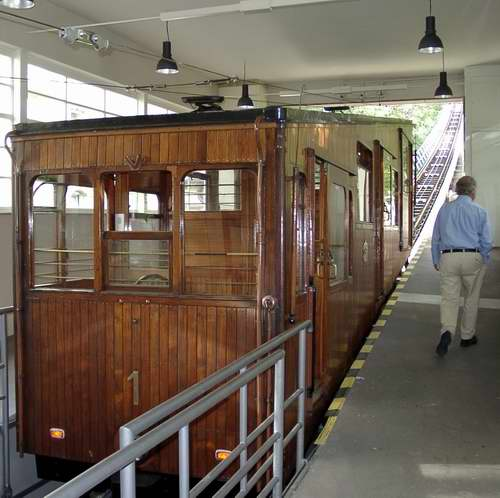
Départ du bas.
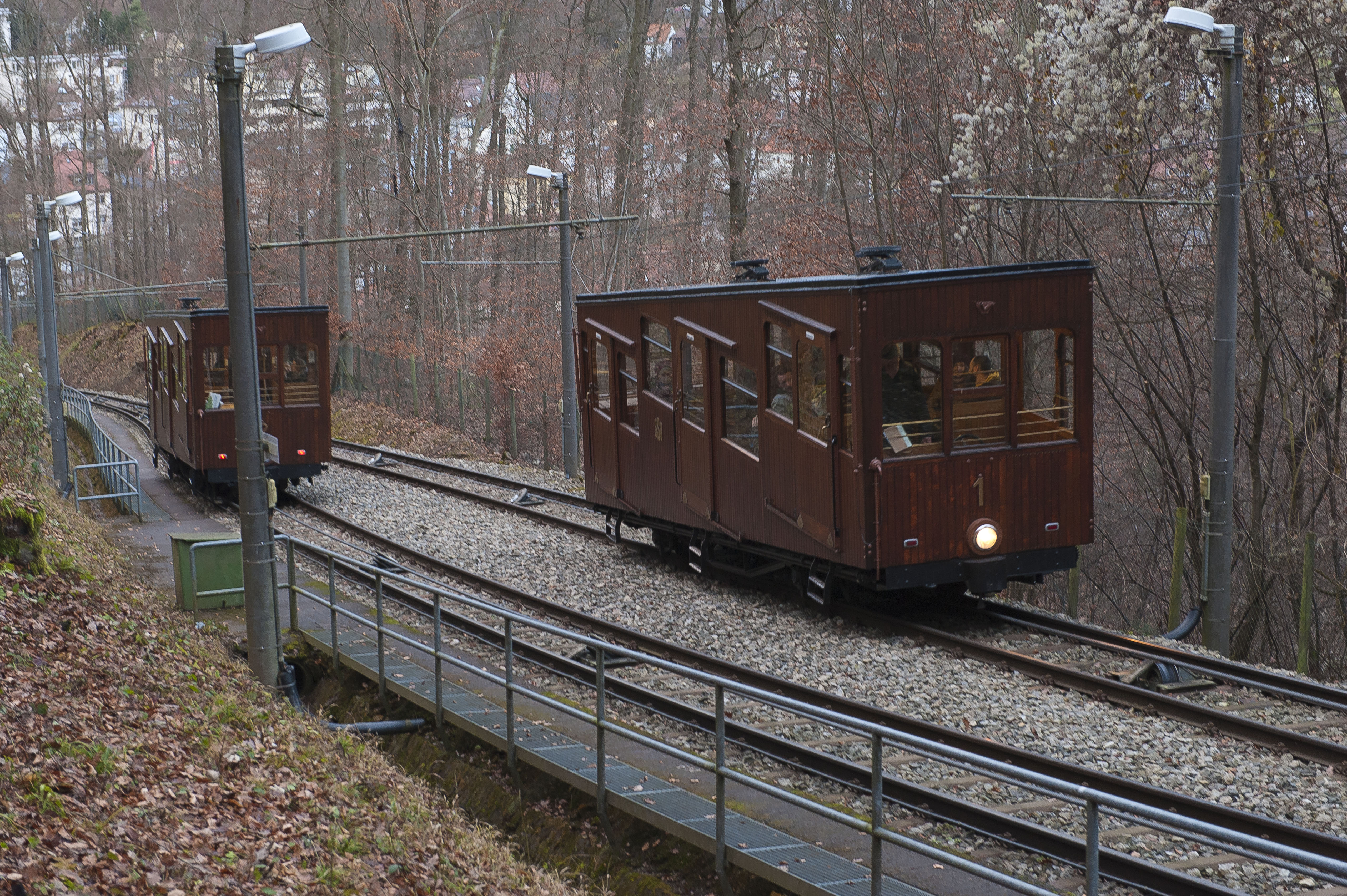
Croisement.
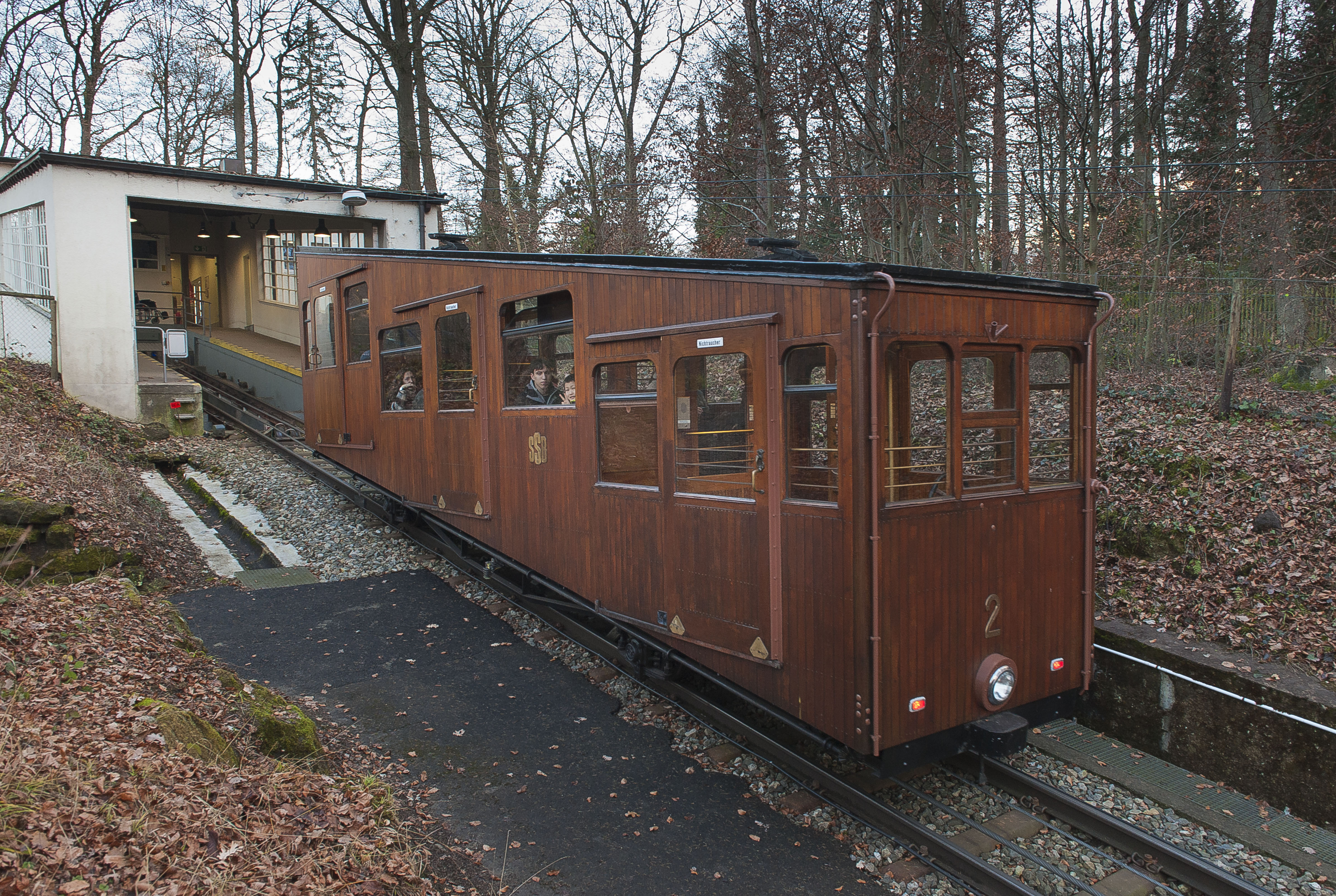
Terminus du haut.

## Technique
Dès l'origine, la traction du funiculaire est électrique, et comprend deux voitures, l'avalante faisant contrepoids pour tracter plus facilement la montante. 

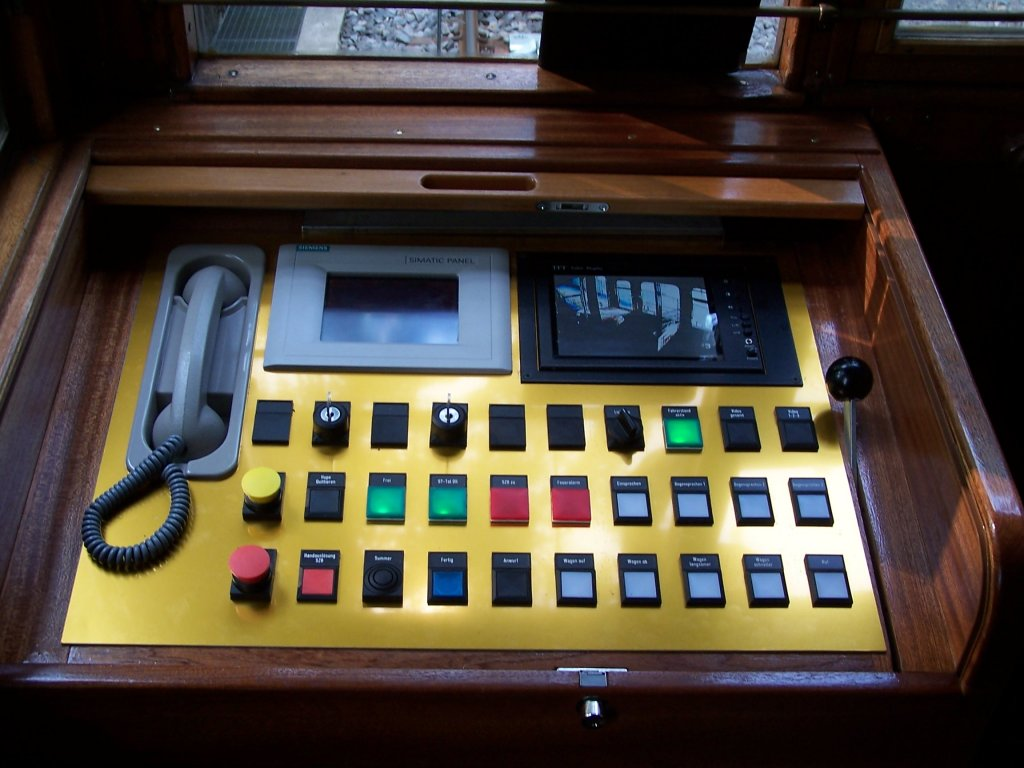
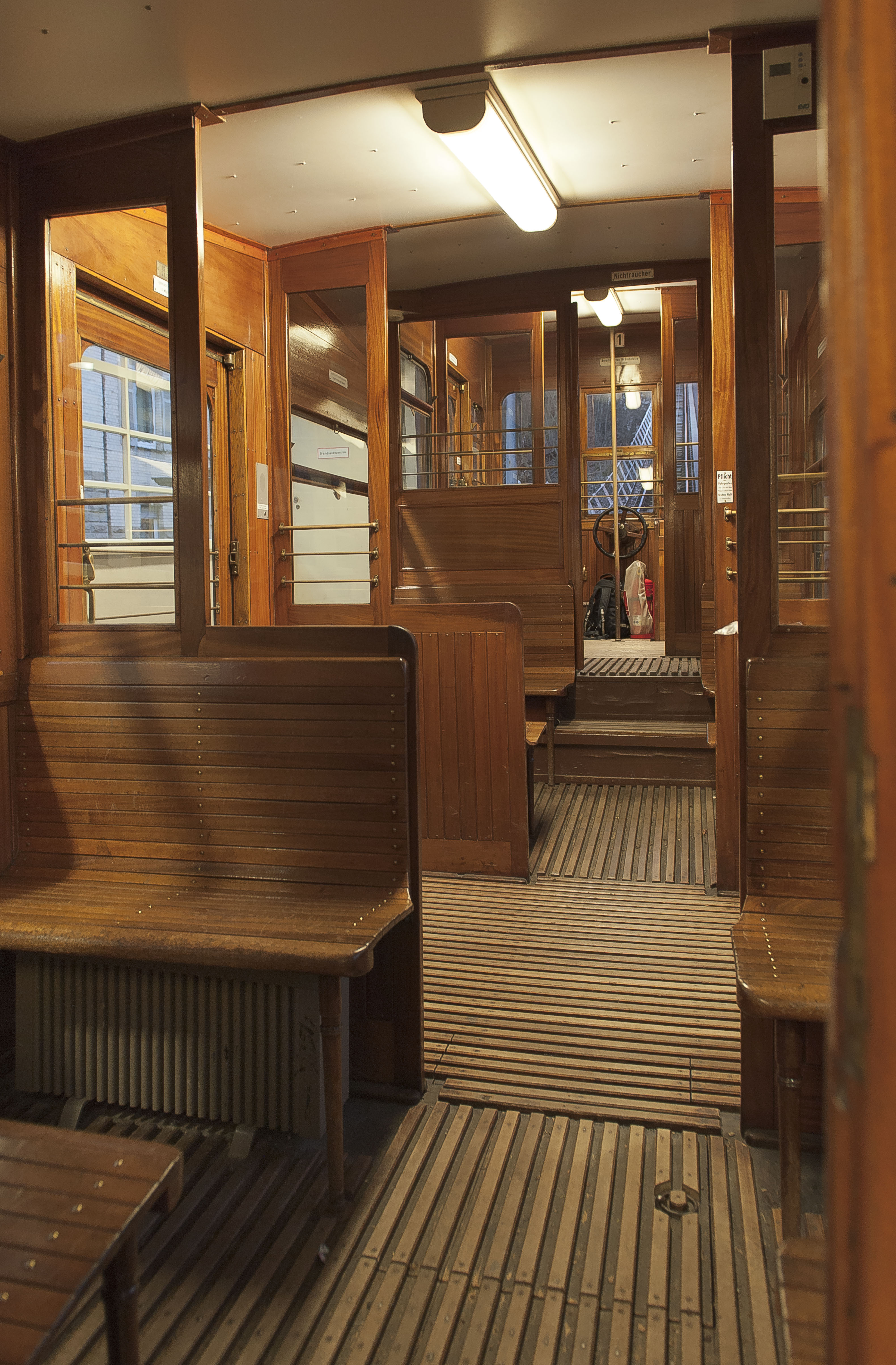
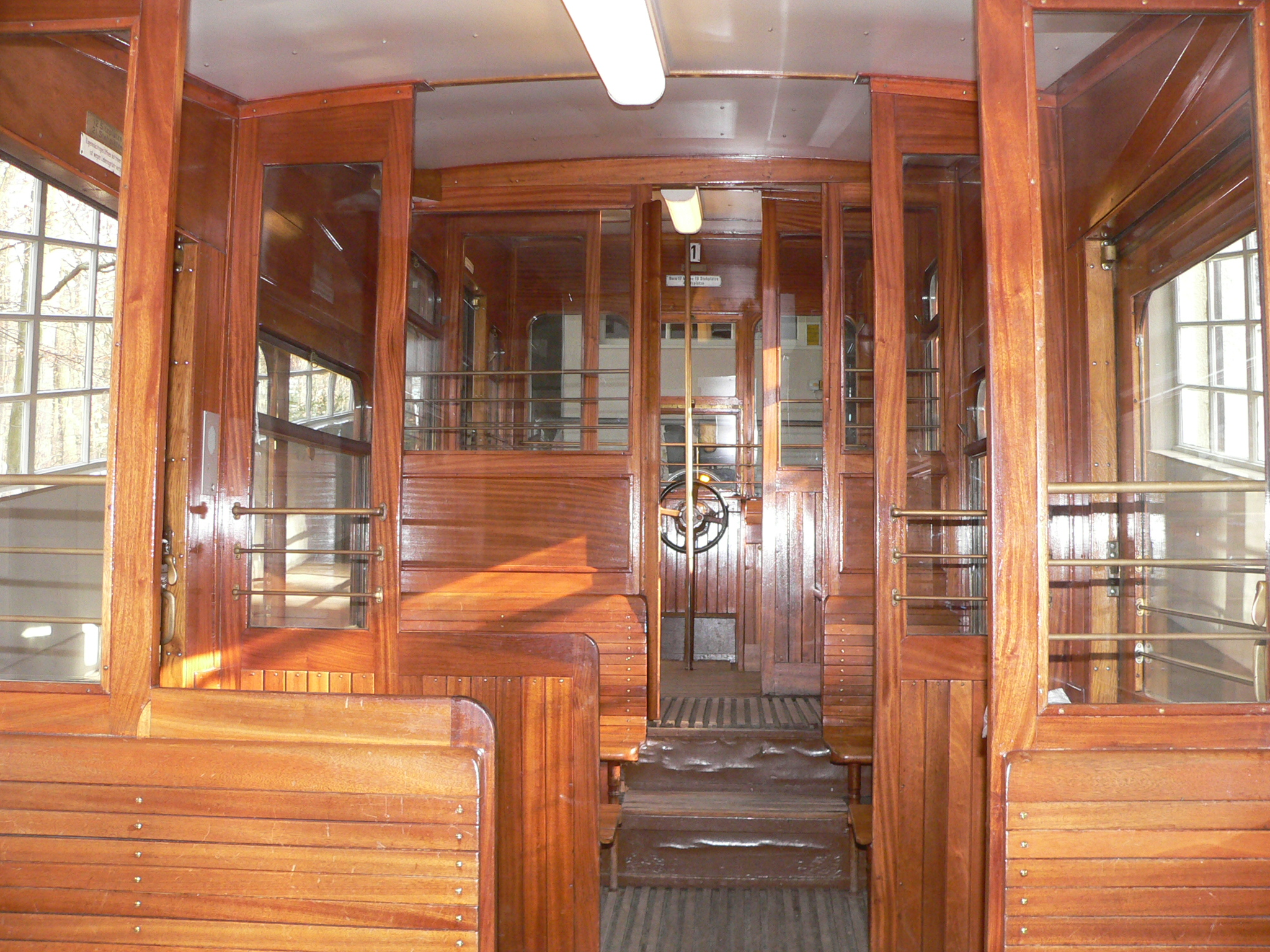

### Données techniques
- Longueur exploitée : 536 mètres
- Dénivelé : 87 mètres
- Rampe max. : 282 ‰
- Écartement des rails : 1 000 mm
- Vitesse max. : 3,1 m/s (env. 11 km/h)
- Capacité : 75+1, dont 22 assis
- Constructeur : Maschinenfabrik Esslingen